# Spy Kids 4: Tot el temps del món
Spy Kids 4: Tot el temps del món (originalment en anglès, Spy Kids: All the Time in the World) és una pel·lícula de comèdia d'acció d'espies estatunidenca de 2011 escrita i dirigida per Robert Rodriguez. És la quarta i última entrega de la sèrie de pel·lícules Spy Kids, i és una seqüela independent de Spy Kids 3-D: Game Over del 2003. La pel·lícula és protagonitzada per Rowan Blanchard, Mason Cook, Jessica Alba, Joel McHale, Alexa Vega, Daryl Sabara, Ricky Gervais i Jeremy Piven. És la primera pel·lícula de la sèrie sense la participació d'Antonio Banderas i Carla Gugino i que no va ser distribuïda per Miramax Films. S'ha doblat al valencià per a À Punt.
La pel·lícula es va estrenar el 31 de juliol de 2011 a Los Angeles i després es va estrenar als Estats Units el 19 d'agost de 2011. És l'única pel·lícula de la sèrie que utilitza un sistema que permet que la gent pugui olorar olors i aromes de la pel·lícula mitjançant targetes de rascar i olorar.

## Repartiment
- Rowan Blanchard com a Rebecca Wilson
- Mason Cook com a Cecil Wilson
- Jessica Alba com a Marissa Wilson (de soltera Cortez)
- Joel McHale com a Wilbur Wilson, el marit del reporter de caça d'espies de Marissa.
- Alexa Vega com a Carmen Cortez
- Daryl Sabara com a Juni Cortez
- Ricky Gervais com la veu original de l'Argonauta
- Jeremy Piven com a Dane "Danger" D'Amo/Timekeeper, també interpreta Tick-Tock